# Pseudohydromys carlae
Pseudohydromys carlae — вид мишоподібних гризунів родини мишеві (Muridae).

## Опис
Гризун невеликого розміру, з довжиною голови і тіла між 89 і 103 мм, довжина хвоста між 84 і 92 мм, довжина ступнів між 21 і 22 мм, довжина вух між 9 і 12 мм і вага до 15 гр. Хутро м'яке і густе. Загальний колір тіла сіро-димчастий. Вуха і зовнішня частина ніг світліше. Хвіст коротший, ніж голова і тіло, рівномірно яскравий, дрібно покриті волосками.

## Поширення, екологія
Цей вид розповсюджений на півострові Хьюон, на північному сході Папуа Нової Гвінеї. Він живе в моховому гірському лісі, на висоті між 2560 і 3000 метрів над рівнем моря.